# Крестененко, Сергей Васильевич
Сергей Васильевич Крестененко (25 июня 1956, Белгород, РСФСР, СССР) — советский футболист. Нападающий, полузащитник. Мастер спорта СССР (1985).

## Карьера
Воспитанник группы подготовки команды «Салют» (Белгород).
Выступал в советских и российских командах «Салют», «Торпедо» (Москва), «Динамо» (Ставрополь), «Динамо» (Москва), «Факел» (Воронеж), «Степногорск», «Спартак» (Москва), «Локомотив» (Москва), «Металлист» (Харьков), «Стрела» (Воронеж), «Динамо» (Белая Церковь), «Автомобилист» (Воронеж) и «Электроника» (Воронеж).
После завершении карьеры игрока был главным тренером российских команд «Автомобилист» (Воронеж), «Электроника» (Воронеж), «Локомотив» (Лиски), «Рудгормаш» (Воронеж) и «Факел» (Воронеж).

## Достижения
- В списке 22 лучших футболистов первой и второй лиги (1976)
- Победитель Кубка СССР (1977)
- Серебряный призёр чемпионата СССР (1981)